# Липаза

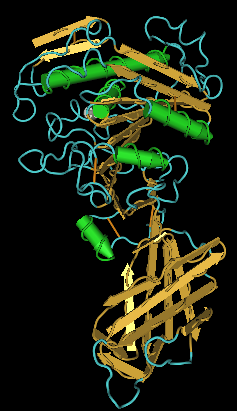
Компьютерная модель панкреатической липазы (PLRP2) морской свинки.

Липа́зы, иногда Стеапсин — ферменты класса гидролаз, которые катализируют расщепление липидов в ходе обменных процессов в организме. У человека имеются панкреатическая, гормончувствительная и другие липазы.
Большинство липаз действует на специфический фрагмент глицеринового скелета в липидном субстрате (A1, A2 или A3).
Липаза вместе с желчью расщепляет жиры и жирные кислоты, а также жирорастворимые витамины A, D, E, K, обращая их в энергию теплопродукции.
Липопротеинлипаза расщепляет липиды (триглицериды) в составе липопротеинов крови и обеспечивает таким образом доставку жирных кислот к тканям организма.

## Классификация
По классификации ферментов липазы относятся к эстеразам.
Виды липаз:
- Липаза карбоксильного эфира
- Желудочная липаза
- Языковая липаза
- Панкреатическая липаза
- Лизосомальная липаза
- Гормончувствительная липаза
- Эндотелиальная липаза
- Печёночная липаза
- Липопротеинлипаза
- Моноацилглицероллипаза
- Диацилглицероллипаза
- Фосфолипаза

## Применение
Зарегистрирована[какая?] в качестве пищевой добавки E1104.

## Диагностическое значение
Активность липазы[какой?] в сыворотке крови может резко повышаться при заболеваниях поджелудочной железы, особенно при остром панкреатите, при хронических заболеваниях желчных путей, при пептической язве, перфорирующей в поджелудочную железу. Снижаться активность липазы может при кистозном фиброзе поджелудочной железы.